# Luc Paque
Luc Paque (Sint-Truiden, 27 maart 1962) is een Belgisch politicus die actief is geweest bij cdH en MR.

## Levensloop
Paque werd beroepshalve ambtenaar. Van 1995 tot 1999 was hij tevens kabinetsadviseur van ministers in de Waalse Regering Jean-Pierre Grafé en William Ancion.
Voor de PSC werd hij van 1991 tot 1994 provincieraadslid van Luik. Ook was hij van 1995 tot 2003 en van 2006 tot 2018 gemeenteraadslid van Hannuit, waar hij van 2001 tot 2006 OCMW-voorzitter was.
Van 1999 tot 2003 was hij lid van de Kamer van volksvertegenwoordigers en daarna zetelde hij van 2003 tot 2007 als rechtstreeks gekozen senator in de Senaat. In 2004 verliet hij samen met Richard Fournaux en enkele anderen de cdH om zich aan te sluiten bij de MR. Na zijn parlementaire loopbaan was hij van 2008 tot 2009 woordvoerder en adviseur op het kabinet van staatssecretaris Olivier Chastel.
Daarna was hij van 2009 tot 2013 medewerker van Europarlementslid Louis Michel. Michel kwam in november 2013 in opspraak omdat hij meer dan honderd amendementen indiende op de voorstellen voor een Europese privacywet. Naar eigen zeggen wist hij niets van die amendementen en hij verklaarde dat Paque als zijn medewerker de amendementen had ingediend. Hierop nam Paque ontslag als medewerker van Louis Michel. Vervolgens werd hij in 2014 werkzaam op het Departement Europese Unie van Wallonie-Bruxelles International.